# The World Is Outside (album Ghosts)
The World Is Outside è l'unico album in studio del gruppo musicale britannico Ghosts, pubblicato l'11 giugno 2007.

## Tracce
1. Stay The Night – 3:42
2. Musical Chairs – 3:41
3. The World Is Outside – 3:35
4. Ghosts – 3:51
5. Mind Games – 3:29
6. Something Hilarious – 5:14
7. Stop – 4:05
8. Over-Analysis – 4:17
9. Further And Further Away – 4:07
10. Wrapped Up In Little Stars – 5:53
11. Temporary – 6:44